# ミナトカモジグサ
ミナトカモジグサ（学名:Brachypodium distachyon )はヨーロッパや北アフリカ、中東が原産のイネ科の一年草。日本にも移入分布する。別名セイヨウヤマカモジ、属名からブラキポディウムと呼ばれることもある。そのゲノムサイズの小ささや栽培の容易さから、単子葉植物や穀類のモデル植物として様々な研究の対象とされている。

## 分布
原産地は地中海沿岸や中東だが、現在では世界各地に移入分布している。日本では1953年に清水港ではじめて確認された。これは北米から持ち込まれたものとみられ、現在までに人里付近に帰化している。

## 形態と生態
一年草。高さは15cmから30cmほど。茎は根元で分岐し、節は少しふくらんで軟毛がある。葉は長さ6cmから15cm、幅2.5cmから6cmで扁平、葉鞘とともに無毛である。花序は直立し長さは3cmから10cm。1個から4個と少数の小穂が互生する。小穂は柄があるがきわめて短く1mm程度である。小穂には7個から12個の小花が並んでおり、芒を除くと長さ2cmから3.5cm、幅5mmから6mm。成熟すると小花は脱落し、包穎が小穂柄先端に残る。包穎は長さ7mmから9mmで披針形。第2包穎は第1包穎よりもかすかに長くなっている。護穎は長楕円形で長さ1cmから1.4cm、ざらついてその先端からは芒が伸びる。芒も表面はざらついており、長さは1cmから2cm。
同属で日本在来のヤマカモジグサ(B. sylvaticum )は葉面が有毛であること、あるいは花序が4個から8個と比較的多数の小穂からなることなどから本種と区別できる。

## モデル植物
本種は直接的に農業において重要な種ではないものの、典型的なイネ科の単子葉植物であり、遺伝学や細胞生物学、分子生物学の理解を進めるための実験モデル植物としての利点をいくつかもっている。まず、ゲノムサイズが比較的小さいため遺伝子地図の作成や配列決定が容易である。2010年には全塩基配列の解読が終了し雑誌『ネイチャー』に発表された。本種はゲノムに占める反復配列の割合もわずか21％以下と低く（イネでは26％、コムギでは80％以下）、それらの操作がより容易になっている。染色体数は10本(2n)であり、ゲノムサイズは2.72億塩基対とイネ科としては小さい。草高が小さく、3ヶ月から4ヶ月程度で種子を収穫でき、室内の蛍光灯下でも育つという特徴も研究に適している。
現在ではミナトカモジグサは比較ゲノミクスにおける有用なツールとなっている。また本種はコムギやオオムギと同じイチゴツナギ亜科に属することから、穀物の生産性向上や、病気への抵抗性の理解を目指した研究のモデルとして期待されている。進化発生生物学（evo-devo)においても有用なモデルとなっており、特にすでに双子葉植物のモデルとして確立されているシロイヌナズナとの分子遺伝学的機構の比較研究などが行われている。